# Pyrausta xanthocrypta
Pyrausta xanthocrypta là một loài bướm đêm trong họ Crambidae.